# Royal Marines Reserve
Le Royal Marines Reserve (RMR) est la force de réserve volontaire utilisée pour augmenter les corps réguliers des Royal Marines. Le RMR se compose de quelque 750 grades formés répartis entre les quatre unités au sein du Royaume-Uni. Environ 10% de la force travaille avec le Corps régulier sur des attachements à long terme dans toutes les unités régulières des Royal Marines. Tous les volontaires au sein du RMR doivent passer par le même parcours commando rigoureux que les actifs. Les premiers peuvent être des civils sans expérience militaire antérieure ou peuvent être d'anciens Royal Marines.

## Mission
La mission du RMR est d'agir en tant que réserve générale du commandement des Royal Marines et de promouvoir un lien national entre la communauté militaire et civile. L'énoncé de mission officiel :
- Renforcez les Royal Marines si nécessaire, avec des individus et des sous-unités dans le monde entier.
- Promouvoir un lien national entre les Royal Marines et les communautés civiles.
- Fournir une infrastructure nationale pour renforcer et remplacer les forces régulières en cas d'urgence nationale.

## Historique
Le RMR trouve ses racines dans la Royal Marines Forces Volunteer Reserve (RMFVR) formée dans les villes de Londres et de Glasgow en vertu du Royal Marines Act 1948. Le RMFVR a été officiellement formé le 5 novembre 1948, lors d'un défilé de cérémonie sur le terrain d'artillerie de l'Honourable Artillery Company, au même endroit où les Royal Marines ont été formés le 28 octobre 1664.
Au début, les réservistes étaient principalement d'anciens membres du personnel des hostilités (HO). Il s'agissait principalement, mais pas uniquement, de Royal Marines qui avaient acquis de l'expérience pendant la Seconde Guerre mondiale et s'étaient entraînés pour soutenir le Corps contre la menace du bloc soviétique. Cependant, aujourd'hui, la majorité des réservistes n'ont aucune expérience militaire antérieure. Leur transition du civil au marine est donc plus difficile. De plus, les menaces du XXIe siècle obligent la formation à être plus complète pour doter le Marine d'une variété de compétences. La Réserve s'est adaptée à ces changements et reste flexible.

## Structure
Il existe actuellement quatre unités de réserve des Royal Marines au Royaume-Uni. Ces unités sont réparties dans tout le pays, à l'intérieur ou à proximité des grandes villes. Chacune des unités principales fait office de quartier général pour un certain nombre de petits détachements satellites qui se déploient dans les environs pour recruter localement dans les centres de population à proximité. Depuis l'été 2013 à la suite de la restructuration (qui a vu la fermeture/fusion de certaines unités et détachements du RMR), l'organisation actuelle du RMR est la suivante :
- Royal Marines Reserve Bristol, à Dorset House, Bristol [3],[4]
  - Détachement de Lympstone, au Commando Training Centre Royal Marines à Lympstone
  - Détachement de Plymouth, au Walcheren Building, HMNB Devonport
  - Détachement de Poole, à RM Poole, Poole
  - Détachement de Cardiff, au HMS Cambria, Cardiff [5]
- Royal Marines Reserve City of London , à Royal Marine Barracks, Wandsworth [6],[7]
  - Détachement de Cambridge, à Coldham, Cambridge
  - Détachement de Marlow, Old Horns Lane, Marlow, Buckinghamshire
  - Détachement de Portsmouth, au HMS King Alfred, HMNB Portsmouth [8]
- Royal Marines Reserve Merseyside, au HMS Eaglet, Liverpool[9]
  - Détachement de Birmingham, au HMS Forward, Birmingham [10]
  - Détachement de Leeds, à Carlton Barracks (en), Leeds
  - Détachement de Manchester, à Haldane Barracks, Salford
  - Détachement de Nottingham, au HMS Sherwood, Nottingham [11]
- Royal Marines Reserve Scotland, au MoD Caledonia (en), Rosyth Dockyard [12]
  - Détachement d'Aberdeen, à Gordon Barracks (en), Bridge of Don, Aberdeen
  - Détachement de Dundee, à Dundee
  - Détachement d'Édimbourg, à Colinton, Édimbourg
  - Détachement de Glasgow, au HMS Dalriada, Glasgow [13]
  - Détachement de Belfast, à Palace Barracks (en), Belfast
  - Détachement de Newcastle upon Tyne, à Anzio House, Quayside, Newcastle upon Tyne

(Auparavant, Tyne était sa propre unité RMR jusqu'à sa fusion avec RMR Scotland.) 